# 宿城区
宿城区是中国江苏省宿迁市所辖的市辖区，是宿迁市主城区，是宿迁市主城区，是宿迁政治、经济、文化、教育、国际商务、金融和交通中心。地处淮海经济区中部，属陇海经济带、沿海经济带、沿江经济带交叉辐射区。京杭大运河、古黄河穿越城区，境内有骆马湖、洪泽湖。区域总面积为916.7平方公里。
宿城因是宿迁的主城区，故名。1996年，撤销县级宿迁市设立地级宿迁市，原县级宿迁市分为宿城区、宿豫县。2004年，撤销宿豫县设立宿豫区，其原所辖的7个乡镇和泗阳县的5个乡镇以及泗洪县的1个乡镇划入宿城区管辖范围。2013年6月，宿豫区蔡集镇、王官集镇交由宿城区托管，其中蔡集镇于2021年3月正式划归宿城区。区人民政府驻双庄街道境内，办公地址为成子湖路1号。

## 历史
秦置县，属泗水郡 。治所在今江苏宿迁市西南古城。西汉属临淮郡。（史为乐等：《中国历史地名大辞典》增订本，北京：中国社会科学出版社，2005年3月）
《史记项羽本纪》记载：“项籍者，下相人也”，【集解】《地理志》曰：临淮有下相县；【索隐】县名，属临淮。案：应劭云：相，水名，出沛国。沛国有相县，其水下流，又因置县，故名下相也；【正义】《括地志》云：相故城在泗州宿豫县西北七十里，秦县。（司马迁：《史记》，北京：中华书局，2014年8月）
《读史方舆纪要》记载：“下相城，在邳州宿迁县西北七十里。秦置下相县，项羽下相人也。汉亦为下相县，属临淮郡”。（顾祖禹撰，贺次君、施和金点校：《读史方舆纪要》，北京：中华书局，2005年3月）
东晋时置宿预县，县城遗址在今宿城区郑楼镇古城山南麓。
原为地级宿迁市市委市政府所在地宿城镇，1996年宿迁单列为地级市后，更名为宿城区并下设有井头乡、双庄镇；2004年3月在新一波的行政区划中，宿城区将原属于泗阳的郑楼、屠园、洋河镇、仓集、中扬五乡镇及原属泗洪县的陈集镇以及其周边原属宿豫县的部分乡镇划归旗下，使之一跃成为一个拥有854平方公里土地，89万人口的大区。

## 人口
根據第七次全国人口普查數據顯示，截至2020年11月1日零時，宿城區常住人口為845147人，佔宿遷市的16.95%。

## 行政区划
宿城区下辖9个街道办事处、9个镇、3个乡：
幸福街道、项里街道、河滨街道、古城街道、支口街道、双庄街道、三棵树街道、黄河街道、古楚街道、耿车镇、埠子镇、龙河镇、洋北镇、洋河镇、中扬镇、陈集镇、蔡集镇、王官集镇、罗圩乡、南蔡乡和屠园乡。

## 名勝古跡
项王故里、极乐律院、嶂山森林公园、骆马湖。